# 斯氏高山䶄
斯氏高山䶄（学名：Alticola stoliczkanus）为仓鼠科高山䶄属的动物，是中国的特有物种。分布于西藏、青海等地，主要栖息于高山灌丛、草原。该物种的模式产地在克什米尔拉达克。